# Владан Куйович
Владан Куйович (серб. Владан Kуjoвић / Vladan_Kujović, нар. 23 серпня 1978, Ниш) — сербський футболіст, воротар. По завершенні ігрової кар'єри — тренер.

## Клубна кар'єра
У дорослому футболі дебютував 1996 року виступами за клуб «Раднички» з рідного міста Ниш. Вже наступного року молодий воротар перебрався до Бельгії, де став гравцем «Ендрахта» (Алст), в основній команді якого, утім, почав виходити на поле лише у 1999, а з 2000 став основним голкіпером цього бельгійського клубу.
Своєю грою за цю команду привернув увагу представників тренерського штабу нідерландської «Роди», до складу якої приєднався 2002 року. Відіграв за команду з Керкраде наступні п'ять сезонів своєї ігрової кар'єри. Більшість часу, проведеного у складі «Роди», був основним голкіпером команди.
Згодом з 2007 по 2011 рік грав в Іспанії за «Леванте», у Бельгії за «Льєрс» та в Нідерландах за «Віллем II».
2011 року знову повернувся до Бельгії, уклавши контракт з «Брюгге» в якому провів 4 сезони. У травні 2015 року Куйович оголосив, що завершує кар'єру футболіста після закінчення сезону. 
У середині 2019 року став тренером воротарів у клубі «МВВ Маастрихт». Через травму Ларса ван Мерса Куйович був також заявлений як футболіст і регулярно перебував на лаві запасних як резервний воротар, але так жодного разу на поле і не вийшов. Куйович залишив «МВВ Маастрихт» після закінчення сезону і у липні 2020 року став тренером воротарів бельгійського «Ломмеля».

## Виступи за збірну
Виступав у складі юнацької та молодіжної збірної Югославії.

## Титули і досягнення
- Володар Кубка Бельгії (1):

«Брюгге»: 2014–15